# Kaliumsulfat
Kaliumsulfat eller arcanit, (K2SO4) är ett vitt vattenlösligt salt. Det används ofta i gödselmedel, vilket ger både kalium och svavel.

## Historik
Kaliumsulfat har varit känt sedan början av 1300-talet. Det studerades av Glauber, Boyle och Tachenius. På 1600-talet heter det arcanuni eller sal duplicatum, eftersom det var en kombination av ett surt salt med ett alkaliskt salt. Det var också känt som vitriolic tartar och Glasers salt eller sal polychrestum Glaseri efter den farmaceutiske kemisten Christopher Glaser som beredde det och använde det medicinskt.
Känd som arcanum duplicatum ("dubbel hemlighet") eller panacea duplicata i förmodern medicin, framställdes det av rester (caput mortuum) från produktionen av aqua fortis (salpetersyra, HNO3) från nitre (kaliumnitrat, KNO3) och olja av vitriol (svavelsyra,H2S04) via Glaubers process:
2 KNO3 + H2SO4 → 2 HNO3 + K2SO4
Återstoden löstes i varmt vatten, filtrerades och indunstades till en ytterhud. Det lämnades sedan att kristallisera. Det användes som ett diuretikum och sudorific.
Enligt Chambers's Cyclopedia köptes receptet för femhundra taler av Charles Frederick, hertig av Holstein-Gottorp. Schroder, hertigens läkare, skrev entusiastiskt om dess stora användningsområden i hypokondriakala fall, fortsatt och återkommande feber, skörbjugg och mer.

## Naturlig förekomst

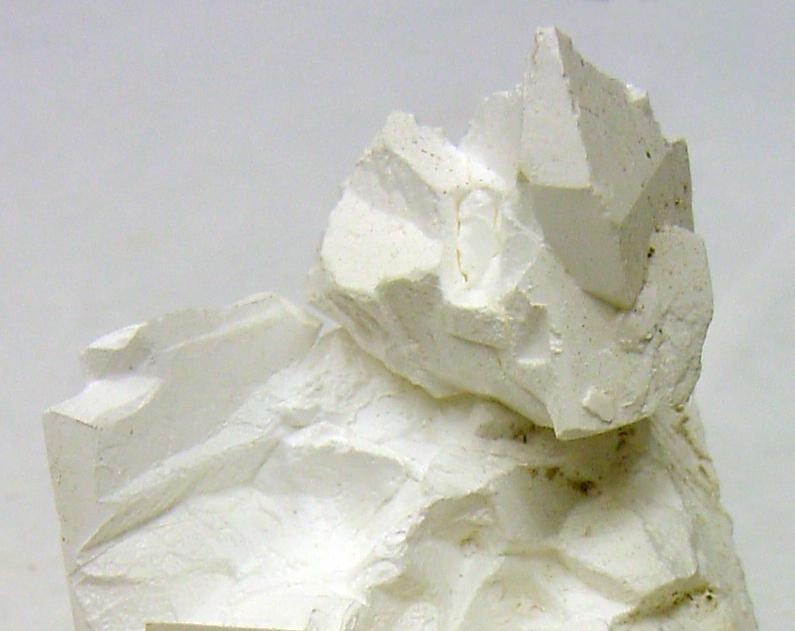
Arcanit

Mineralformen av kaliumsulfat, arcanit, är relativt sällsynt. Naturresurser av kaliumsulfat är mineraler rikliga på Stassfurt-saltet. Dessa är samkristalliseringar av kaliumsulfat och sulfater av magnesium, kalcium och natrium.
Relevanta mineraler är:
- Kainit, KMg(SO4)·Cl·3H2O
- Schönit (nu känd som picromerit), K2SO4·MgSO4·6H2O
- Leonit, K2SO4·MgSO4·4H2O
- Langbeinit, K2Mg2(SO4)3
- Aftitalit (tidigare känd som glaserit), K3Na(SO4)2
- Polyhalit, K2SO4·MgSO4·2CaSO4·2H2O

Kieserit, MgSO4· H2O, kan kombineras med en lösning av kaliumklorid för att producera kaliumsulfat.

## Framställning
Kaliumsulfat utvinns ur mineralet kainit. Det kan även framställas från kaliumklorid genom behandling med svavelsyra och det utvunna saltet kan renas genom upprepad kristallisering. Det förekommer i olika renhetsgrader med en halt av 75 – 90 procent kaliumsulfat.
Cirka 1,5 miljoner ton producerades 1985, vanligtvis genom reaktion av kaliumklorid med svavelsyra, analogt med Mannheim-processen för framställning av natriumsulfat. Processen involverar mellanliggande bildning av kaliumbisulfat, en exoterm reaktion som inträffar vid rumstemperatur:
KCl  +  H2SO4   →  HCl  +  KHSO4
Det andra steget i processen är endotermt, vilket kräver energiinmatning:
KCl  +  KHSO4  →  HCl  +  K2SO4

## Struktur och egenskaper
Två kristallina former är kända. Ortorombisk β-K2S04 är den vanliga formen, men den omvandlas till α-K2S04 över 583 °C. Dessa strukturer är komplexa, även om sulfatet antar den typiska tetraedriska geometrin.

Struktur av β-K2SO4.
Samordningssfär för en av två typer av K+-plats.
SO4-miljö i β-K2SO4.

Det bildar inte ett hydrat, till skillnad från natriumsulfat. Saltet kristalliserar som dubbla sexsidiga pyramider, klassificerade som rombiska. De är transparenta, mycket hårda och har en bitter, salt smak. Saltet är lösligt i vatten, men olösligt i lösningar av kaliumhydroxid (sp. gr. 1,35) eller i absolut etanol. 

## Användning
Den dominerande användningen av kaliumsulfat är som gödningsmedel. K2SO4 innehåller inte klorid, vilket kan vara skadligt för vissa grödor. Kaliumsulfat föredras för dessa grödor, som tobak och vissa frukter och grönsaker. Grödor som är mindre känsliga kan fortfarande kräva kaliumsulfat för optimal tillväxt om jorden ackumulerar klorid från bevattningsvatten.
Råsaltet används också ibland vid tillverkning av glas. Kaliumsulfat används också som blixtreducerare i artilleridrivmedelsladdningar. Det minskar nosblixt, flareback och sprängövertryck.
Det används ibland som ett alternativt slipmedium som liknar soda vid sodablästring eftersom det är hårdare och på samma sätt vattenlösligt.
Kaliumsulfat kan också användas i pyroteknik i kombination med kaliumnitrat för att generera en lila flamma. 

## Reaktioner
Kaliumvätesulfat (även känt som kaliumbisulfat),KHSO4, produceras lätt genom att reagera K2SO4 med svavelsyra. Det bildar rombiska pyramider, som smälter vid 197 °C. Det löses upp i tre delar vatten vid 0 °C. Lösningen beter sig ungefär som om dess två kongener, K2SO4 och H2SO4,var okombinerat närvarande sida vid sida av varandra. Ett överskott av etanol fäller ut normalt sulfat (med lite bisulfat) med överskott av syra kvar.
Beteendet hos det smälta torra saltet är liknande när det upphettas till flera hundra grader. Det verkar på silikater, titanater etc., på samma sätt som svavelsyra som värms upp bortom dess naturliga kokpunkt gör. Därför används det ofta i analytisk kemi som ett sönderfallande medel. Information om andra salter som innehåller sulfat finns i sulfat.